# Système de sondage radio-acoustique de l'atmosphère

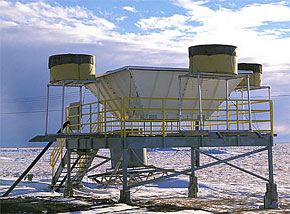
Profileur de vents de 915 MHz aux États-Unis d'Amérique (la boîte centrale), entouré des haut-parleurs du RASS

Un système de sondage radio-acoustique de l'atmosphère ou RASS en anglais (Radio-Acoustic Sounding System) est un ensemble de haut-parleurs autour d'un radar pointé verticalement appelé un profileur de vents. Ce système permet de mesurer à distance la température virtuelle de l'air dans une certaine couche au-dessus du sol. Il est ainsi un appareil de détection et télémétrie acoustique de l'atmosphère ou Acdar (Acoustical detection and ranging,).

## Principe
Les ondes acoustiques émises par les haut-parleurs interfèrent entre elles au-dessus du radar formant des fronts d'ondes. Selon la température, la pression et l'humidité de l'air, ces discontinuités seront plus ou moins éloignées l'une de l'autre,. L'onde émise par le radar sera retournée en partie vers celui-ci par les discontinuités si la distance entre celles-ci est la moitié de la longueur d'onde du radar (condition de Bragg),. On peut tirer de la mesure de cette distance la température virtuelle en un point de l'air au-dessus du radar. 
Comme la température varie avec la hauteur, la distance entre les interférences va être différente de point en point au-dessus du radar. On doit donc faire varier la fréquence d'émission des ondes sonores pour satisfaire la condition de Bragg et obtenir un sondage dans la verticale depuis le sol jusqu'à la hauteur où les ondes sonores ne sont plus perceptibles,. En effet, comme on utilise des ondes acoustiques qui se dispersent avec la distance, la hauteur qu'on pourra sonder dépend de la stabilité de l'air, plus il est stable plus les données obtenues couvriront une grande épaisseur au-dessus du sol. La longueur d'onde radar utilisée fait également varier la sensibilité. 
Typiquement, un profileur de 16 cm de longueur d'onde, comme celui de l'université McGill de Montréal, peut obtenir des données dans le premier kilomètre de l'atmosphère. Au-delà de cette altitude, les ondes sonores sont transportées par les vents loin du radar ou dispersées par la turbulence. 
Avec le traitement  approprié, les données obtenues sont équivalentes à celle d'un radiosondage classique.